# Quattro Tempietti
I Quattro Tempietti (II,VIII,2) sono 4 piccoli templi romani identici per forma e dimensioni, che si trovava nella regio II della città romana di Ostia.

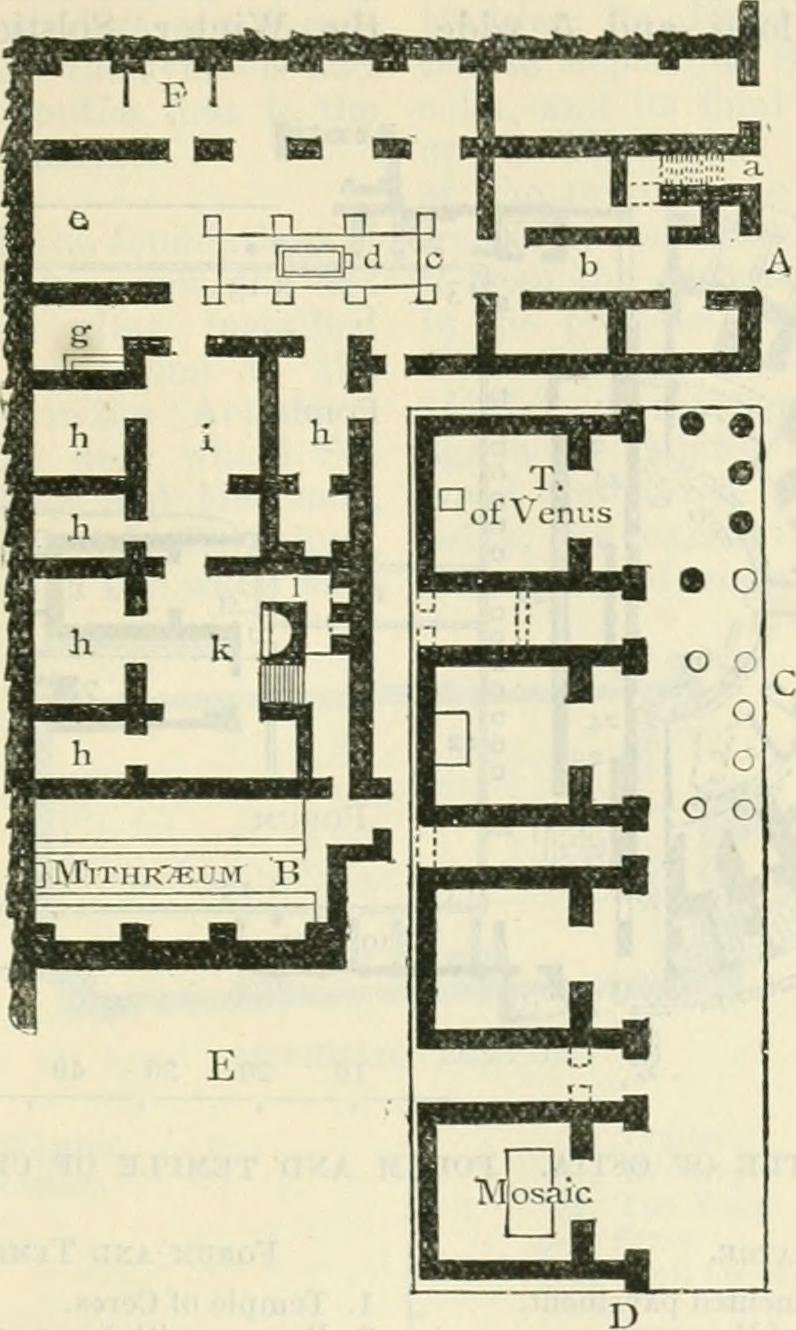
Planimetria dei Quattro Tempietti, e dei contigui Mitreo delle Sette Sfere e Domus di Apuleio

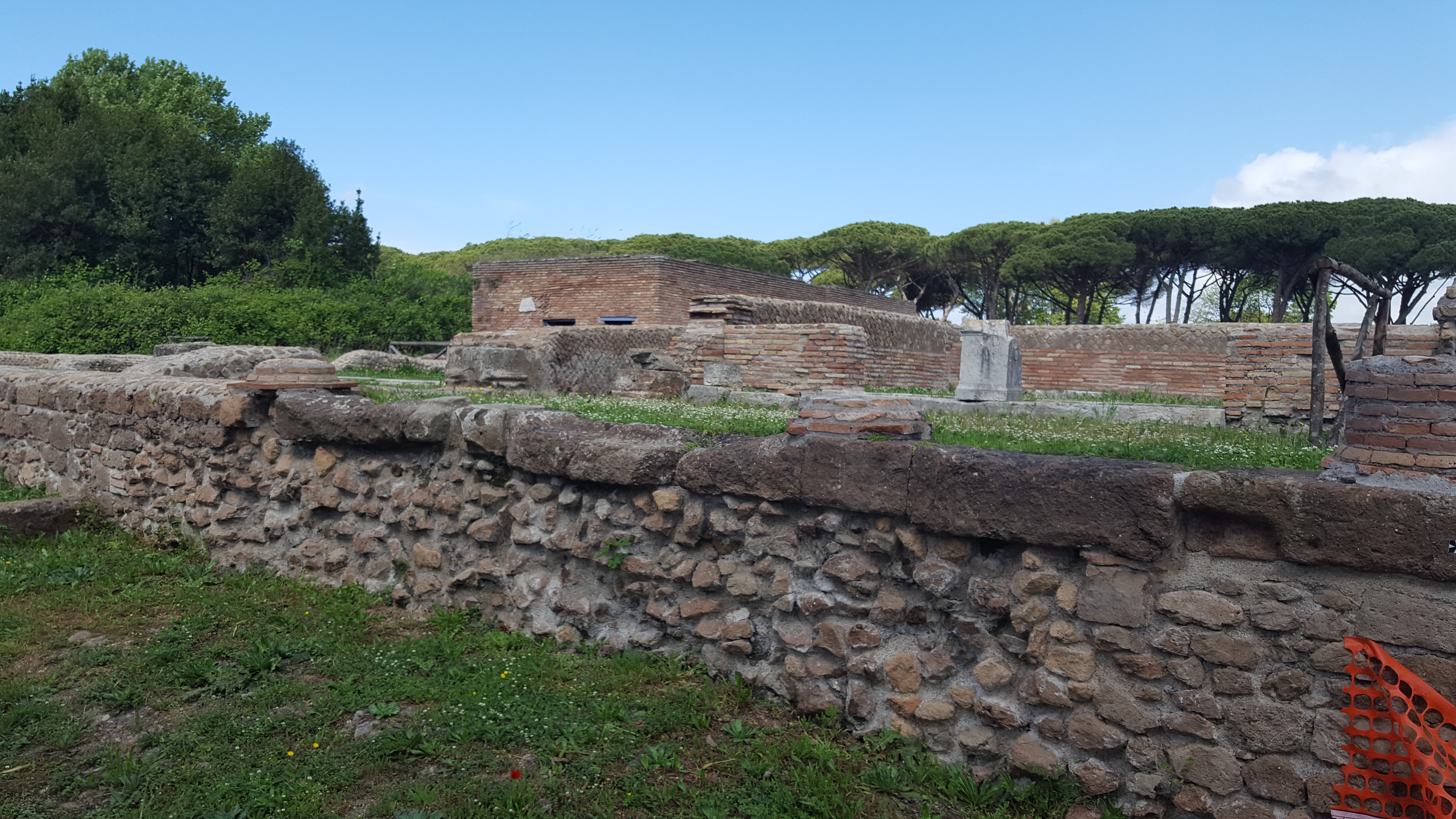
Resti dei podi

## Descrizione
Questi quattro piccoli templi, tra loro allineati, che risalgono alla fine dell'età repubblicana a Roma, e per questo sono noti anche come quattro tempietti repubblicani, si trovano accanto al grande teatro di Ostia ad est, confinando a sud con una serie di taberne (II,VIII,1), ad ovest con un caseggiato (II,VIII,8), e a nord con un altro caseggiato (II,VIII,8), il Mitreo delle Sette Sfere (II,VIII,6), e la Domus di Apuleio (II,VIII,5).
I quattro tempietti furono scavati nel 1885-1886 da Rodolfo Lanciani, mentre l'ampia piazza antistante i templi fu scavata negli anni 1911-1915 da Dante Vaglieri e Roberto Paribeni. Solo la parte inferiore dei templi si è conservata. La fase più antica è una fondazione in tufo e pozzolana, alta 0,65 cm, per quattro templi lignei dell'inizio del II secolo a.C.; la fase successiva presenta opus quasi reticulatum è del I secolo a.C., con rifacimenti di epoca successiva.
Si accedeva al complesso dal decumano, attraverso un semplice corridoio che correva tra le antistanti taberne. I templi furono costruiti su un grande podio in opus incertum (33,50 x 11,55, alto 1,20) con una cornice in tufo. Vi si accedeva da sud, tramite tre scalinate davanti al podio e due laterali. Di fronte al centro del podio c'è una fontana in mattoni decorata con marmo. I templi sono praticamente identici: il pronao di ogni tempio aveva un totale di sei colonne, la cella misura circa 5,75 x 5,30, tra i templi ci sono corridoi con un pavimento in opus spicatum, e soglie in travertino, che si sono conservate solo nei due templi più orientali.
Si ritiene che questi quattro templi, siano quelli menzionati in un'iscrizione ostiense del primo secolo a.C., e che quindi possano essere identificati come templi di Venere, Fortuna, Cerere e Spes, costruiti da Publio Lucilio Gamala.

## Iscrizioni
Sul pavimento della cella del tempio più occidentale c'è un mosaico bianco e nero con un'iscrizione che menziona due duumviri ("sindaci") di Ostia, Caio Fabio e un famoso cittadino, Caio Cartilio Poplicola. I loro nomi sono seguiti da altri cinque nomi, alcuni di liberti.
Il tempio più orientale fu restaurato in età antonina da un discendente di Publio Lucilio Gamala; un'iscrizione ci informa che egli restaurò un tempio di Venere (CIL XIV, 376):
```
in
 
latino
 
 aedem Veneris impensa sua restituit
```